# (22136) Jamesharrison
(22136) Jamesharrison est un astéroïde de la ceinture principale.

## Description
(22136) Jamesharrison est un astéroïde de la ceinture principale. Il fut découvert le 1er novembre 2000 à l' observatoire Desert Beaver par William Kwong Yu Yeung. Il présente une orbite caractérisée par un demi-grand axe de 2,32 UA, une excentricité de 0,09 et une inclinaison de 3,8° par rapport à l'écliptique.

## Compléments